# Fredrik Lindström
Nils Fredrik Lindström, född 27 juni 1963 i Fors församling i Eskilstuna, är en svensk programledare, författare, komiker, språkvetare och filmregissör.

## Biografi
Fredrik Lindström är son till järnhandlaren Hans Gösta Lindström (1921–1986) och barnkulturkonsulenten Lena Lindström, född Lundgren (1930–2019). Mellan 1979 och 1982 spelade han trummor i heavy metal-bandet Crystal Pride. Som nittonåring började han på Gripsholms folkhögskola i Mariefred. Lindström har en kandidatexamen från 1987 vid Uppsala universitet, där ämnena nordiska språk, litteraturvetenskap och idéhistoria ingår. Han gick därefter ut Poppius journalistskola 1989, och antogs 1990 som  doktorand i nordisk språkhistoria vid Institutionen för nordiska språk vid Uppsala universitet med ett planerat avhandlingsämne om "riksspråksutvecklingen i Mälardalen från Gustav Vasa och framåt", men har ej fullföljt dessa studier.
Sitt genombrott fick Lindström som en i ensemblen av busringare i radioprogrammet Hassan i Sveriges Radio P3 1993–1994. På radion har han senare ofta deltagit i underhållningsprogrammet På minuten. Under 1990-talet var han komiker i ZTV:s humorprogram Tommy på duken. Han släppte 1999 en cd med titeln www.matapa.nu, som var ett resultat av de ståupp-framträdanden han höll på Mosebacke i Stockholm våren 1999. Han var även en av programledarna i Kvällstoppen.
Lindström har regisserat två långfilmer: Vuxna människor (1999) och Känd från TV (2001). Han är medmanusförfattare till tv-serierna c/o Segemyhr och Detta har hänt och producerade 2001 också en fiktiv dokumentär med namnet En stor svensk: Harry Viktor. Han medverkade även i tv-serierna Ingesson, Pangbulle och Pentagon.
Lindström har varit programledare för tv-programmet Värsta språket, som senare följdes upp med serien Svenska dialektmysterier, båda i SVT. Efter det senare programmet medverkade han i Melodifestivalen 2006 som representant för alla regionala juryer, med en personlig tolkning av dialekten för respektive regional jury. Som programledare har han också medverkat i SVT-serierna Världens modernaste land 2006 och Vad är en människa? 2008, samt dokumentärfilmen Ett land blir till, som handlar om Sveriges tidigaste historia. Tänk om, en kontrafaktisk historisk serie i fyra delar om ”hur Sverige hade sett ut om det som en gång hände aldrig hade hänt” med Lindström som programledare, började visas i SVT i maj 2016.
Tillsammans med brodern Henrik Lindström, som undervisar i historia, har han skrivit Svitjods undergång (2006), där historielärarens och språkvetarens analyser av det svenska 1200-talet kompletterar varandra. Lindström skrev 2007 Det stora brottet: Sjöwall-Wahlöös romansvit om Martin Beck. 10 år som förändrade Sverige, men boken gavs aldrig ut.

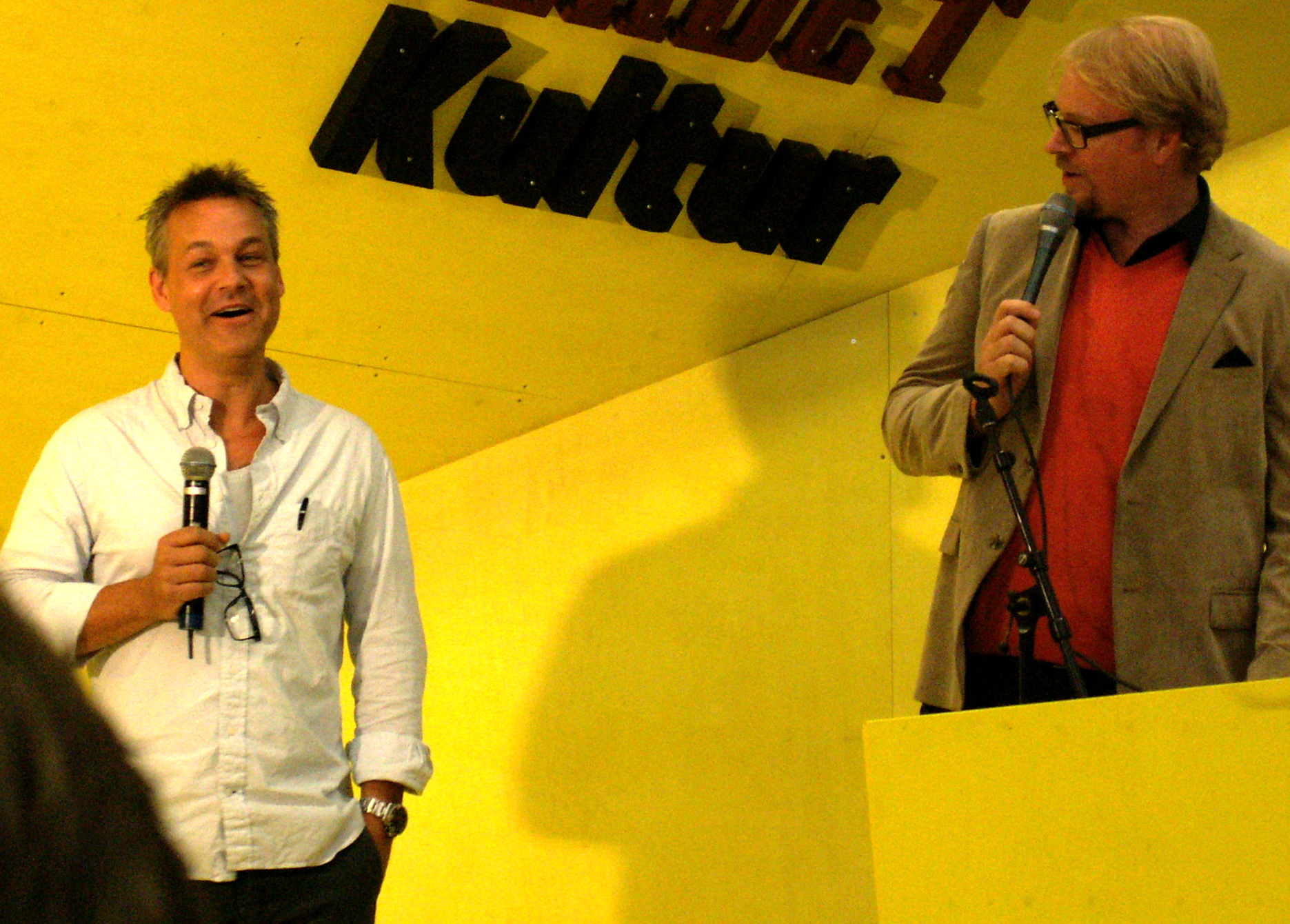
2011 producerade Fredrik Lindström tillsammans med Henrik Schyffert scenshowen Ljust & fräscht, som även blev bok. Här syns de med en miniversion av showen under 2011 års bokmässa i Göteborg.

2011 producerade han scenshowen Ljust & fräscht tillsammans med Henrik Schyffert. Den kretsade kring svenskens nyvaknade inredningsintresse. Duon skrev även om det hela till en bok – Ljust & fräscht-boken. I februari 2014 återkom duon med den nya showen Ägd – pengarna eller livet, som kretsar kring vår tids konsumtionshets och ekonomifixering.
Lindström har varit sommarvärd i Sveriges Radio tre gånger: 26 juni 1999, 10 juli 2004 och 21 juni 2008. Hans sommarprogram hade inte personlig karaktär: Lindström beskrev att hans intresse för språkhistoria lett honom in på mentalitetshistoria, och talar i programmen bland annat om individualism och självförverkligande, vetenskap, demokrati och marknadsekonomi som beståndsdelar i en samtida namnlös religion. Sedan hösten 2009 är han domare i SVT:s underhållningsprogram På spåret.
I april 2022 skrev han en kritisk artikel om individualismen i Svenska Dagbladet, där han menar att Sverige kännetecknas av "statsindividualism" och att samtidigt som samhället gett individen större valfrihet har banden till släkt och nära vänner försvagats så att människor saknar stöd och upplever ofrivillig ensamhet när livet blir tungt. I sin analys hänvisar han till Zygmunt Baumans bok Det individualiserade samhället och menar att ordet själv i svenska språket har fått betydelsen "självvalt ensam" och att vi odlat en ovetenskaplig myt om att "varje människa är en självständig individ som kan välja och fatta rationella beslut och med hjälp av dessa fylla sitt liv med meningsfullt innehåll" trots att människan i grunden är social, osjälvständig och känslostyrd.
Med Helena Lindegren som sidekick turnerade han under 2024 med den humoristiska föreställningen "Stora dialektshowen" som kretsade kring dialekter och språkvariationsfrågor.

### Privatliv
Lindström var 1988–1994 gift med Lotten von Hofsten och de har tillsammans en dotter. Åren 2005–2012 var han gift med Sun Fors Lindström, och de har tillsammans två döttrar.

## TV
- 1997 – Pentagon (TV-serie)
- 2001 – Pangbulle (TV-serie)
- 2002–2003 – Värsta språket (TV-serie)
- 2006 – Världens modernaste land (TV-serie)
- 2006–2012 – Svenska dialektmysterier (TV-serie)
- 2006 – Melodifestivalen (TV-serie)
- 2008 – Vad är en människa (TV-serie)
- 2008 – Ett land blir till (dokumentär)[14]
- 2009 – På spåret (TV-serie)
- 2016–2018 – Tror du jag ljuger (TV-serie)
- 2016 – Tänk om (TV-serie)
- 2018 – Fråga Lund (TV-serie)
- 2018 – Helt lyriskt (TV-serie)

## Priser och utmärkelser
- 1999 – Kvällspostens Edvardspris
- 2001 – Karamelodiktstipendiat [15]
- 2002 – Tage Danielsson-priset
- 2002 – Expressens Björn Nilsson-pris för god kulturjournalistik
- 2002 – Mensapriset
- 2002 – Ikarospriset
- 2002 – Månadens stockholmare i maj
- 2003 – Aftonbladets TV-pris för bästa manliga tv-personlighet
- 2003 – Uppsala universitets och Studentbokhandeln AB:s Disapris
- 2003 – Nationalencyklopedins Kunskapspriset
- 2003 – Stora journalistpriset som ”Årets förnyare”
- 2006 – Årets bok om svensk historia för Svitjods undergång och Sveriges födelse
- 2006 – Aftonbladets TV-pris för bästa manliga tv-personlighet
- 2009 – Natur & Kulturs kulturpris
- 2010 – Eskilstuna-Kurirens kulturpris
- 2024 – Piratenpriset [16]
- 2024 – Årets alumn, Uppsala universitet [17]